# Bartelska och Törneska husen

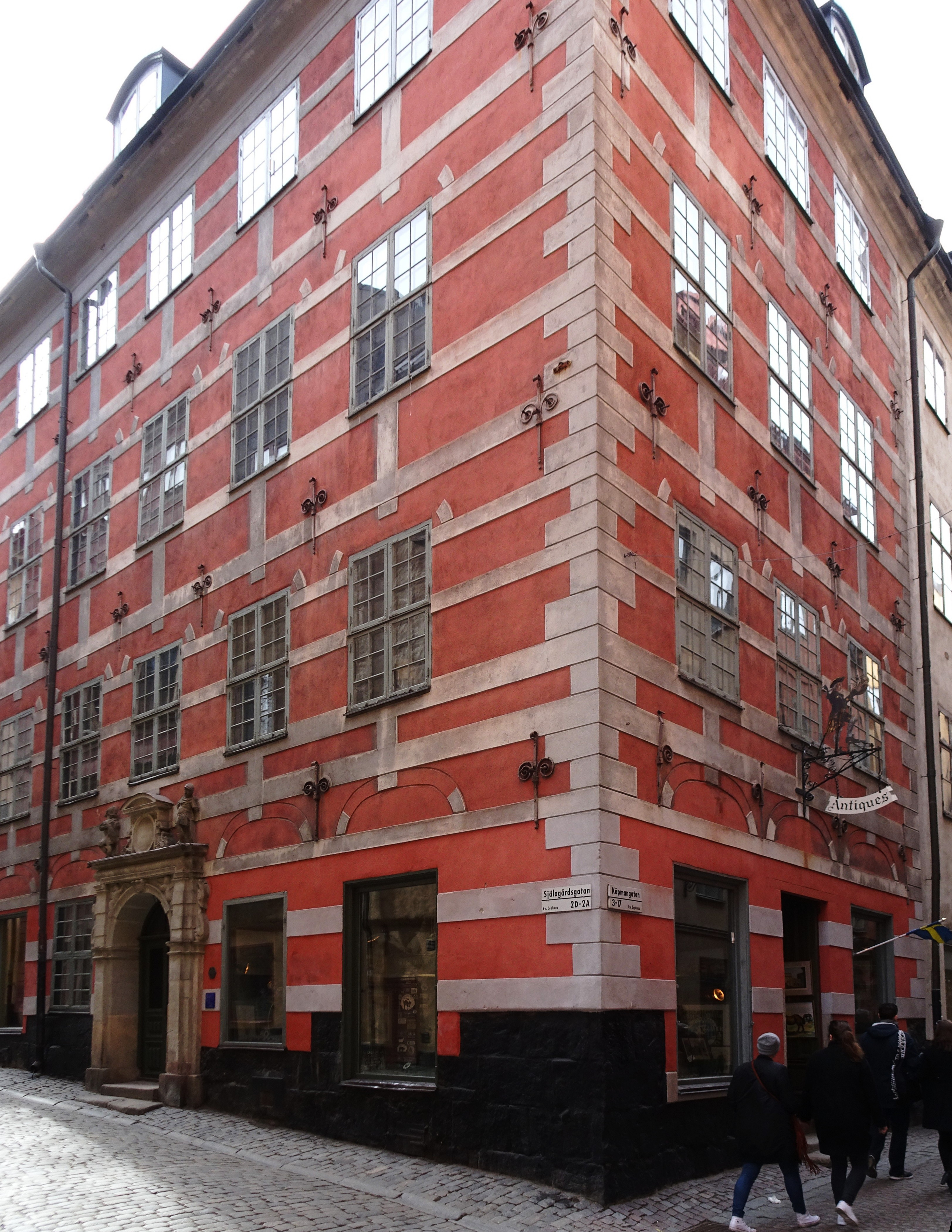
Bartelska huset sett från Köpmangatan.

Bartelska och Törneska husen är två byggnadsminnesförklarade hus som utgör fastigheten Cepheus 25 i kvarteret Cepheus på Köpmangatan 3, Själagårdsgatan 2 och Kindstugatan 2-4 vid Brända tomten i Gamla stan, Stockholm, uppförda 1660 respektive 1594. Husens källare och grundmurar är medeltida, och inredningar med detaljer från 1700-talet finns i flera av lägenheterna. Entréerna har kalkstensgolv och kryssvalv. I huset som vetter mot Själagårdsgatan finns flera paradvåningar attribuerade till Nicodemus Tessin d.y. Entrén pryds av en sandstensportal huggen av stenhuggarmästaren Johan Wendelstamm.
Båda byggnader renoverades efter 1967 på initiativ av Samfundet S:t Erik, och ägs sedan 1991 av en bostadsrättsförening. Husen är omskrivna i flera böcker och renoveringen har beskrivits som ovanligt lyckad. Ansvarig arkitekt var Erik Stark.

## Bartelska huset

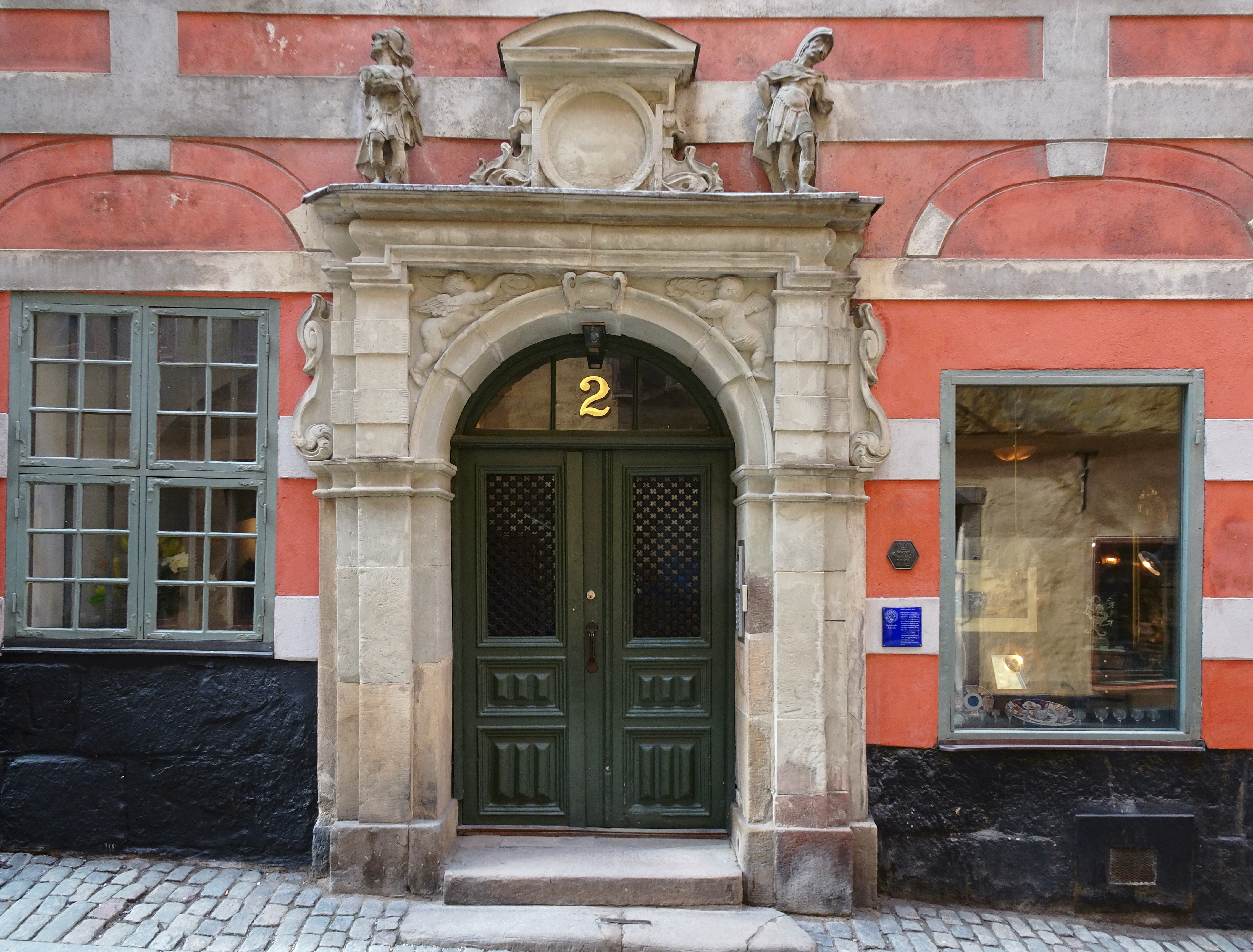
Portalen tillskrivs Johan Wendelstamm.

Före 1400-talets slut låg ett stenhus mot Köpmangatan och ett trähus mot nuvarande Kindstugatan 2-4. År 1549 murades grundmurarna till det stenhus som idag ligger på Själagårdsgatan 2 och som även vetter mot Köpmangatan. Huset köptes 1637 av Axel Lillie som troligtvis lät måla bjälklaget i butiken mot Köpmangatan med den franska liljan; ättens Lillies vapen.
1637 köpte Lydert Bartel fastigheten, och uppförde den nuvarande byggnaden kring 1660. Han adlades 1686 med namnet Adlersköld, det var han som lät stenhuggaren Johan Wendelstamm göra portalen och fasadernas dekor. I början av 1700-talet byggde Bartels dotter Anna Catharina Adlersköld om huset ytterligare. 1727 såldes det till handelsmannen Johan Borchers och 1750 vidare till lärftskrämaren Jacob Cortman.
Med tiden blev Bartelska huset ett hyreshus, byggdes om och förföll. Huset köptes 1967 av Samfundet S:t Erik som lät renovera det, och bland annat tog man fram tak från 1600- och 1700-talen och väggmålningar i paradvåningarna.
Flera av våningarna är påkostade med väggmotiv i grisaille och takstuckaturer. De senare gjutna med samma former som använts av Nicodemus Tessin d.y. och de tros därför ha utförts av hans hantverkare. Under det Tessinska stuckaturtaket återfinns ett tak med medeltida målningar.

## Bilder

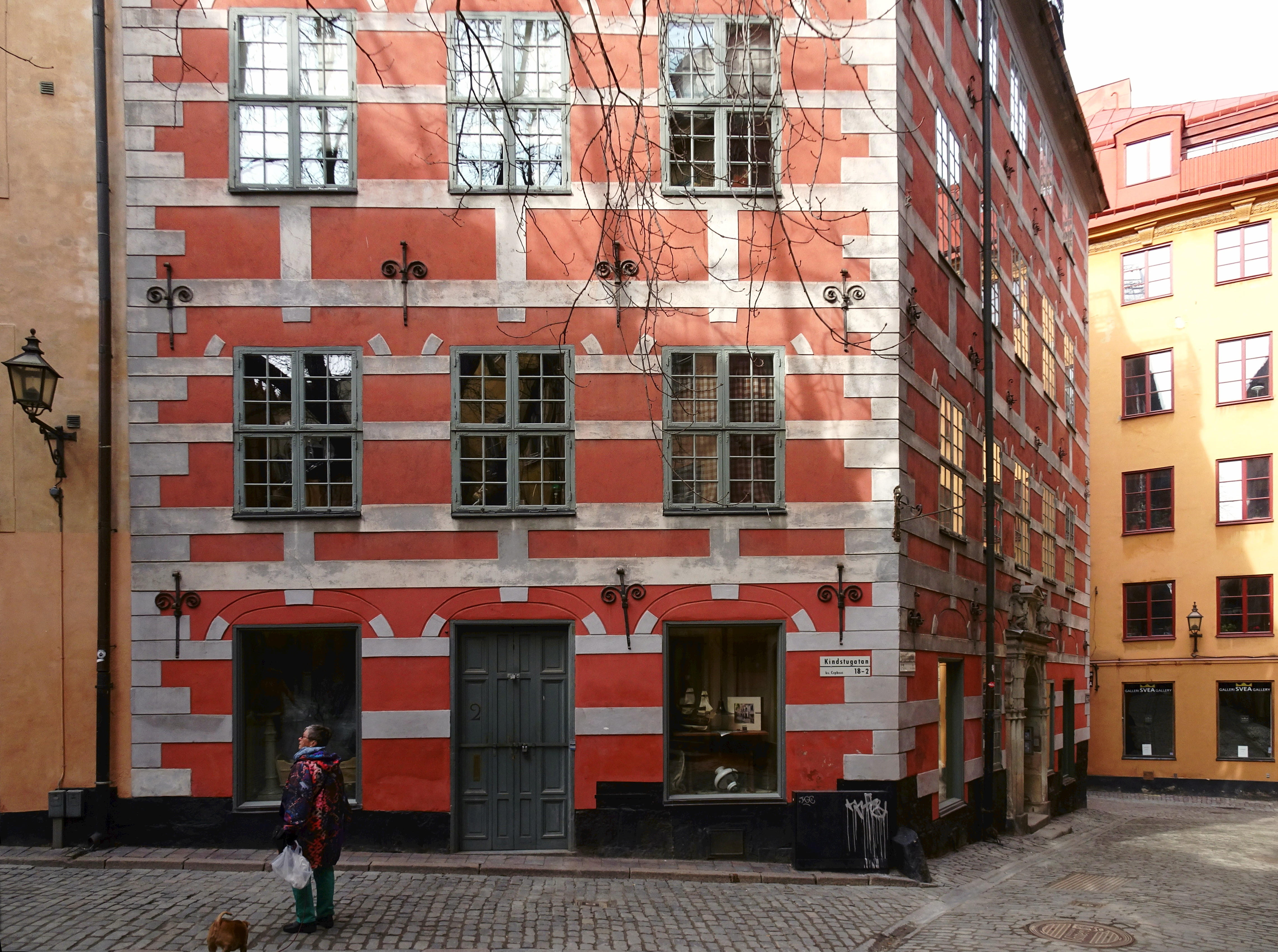
Fasad mot Bränd tomten
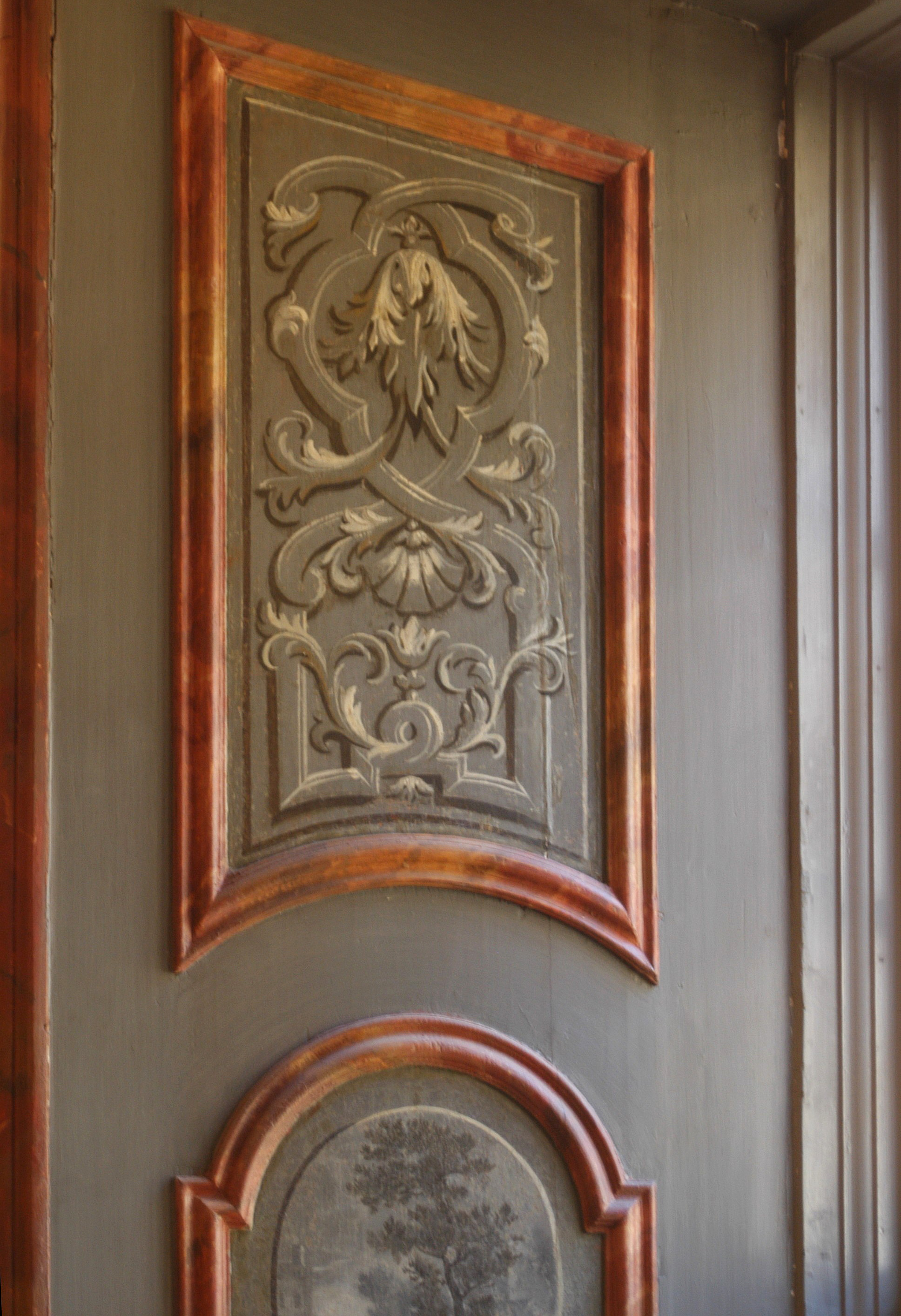
Dekorationsmålning i fönsternischen
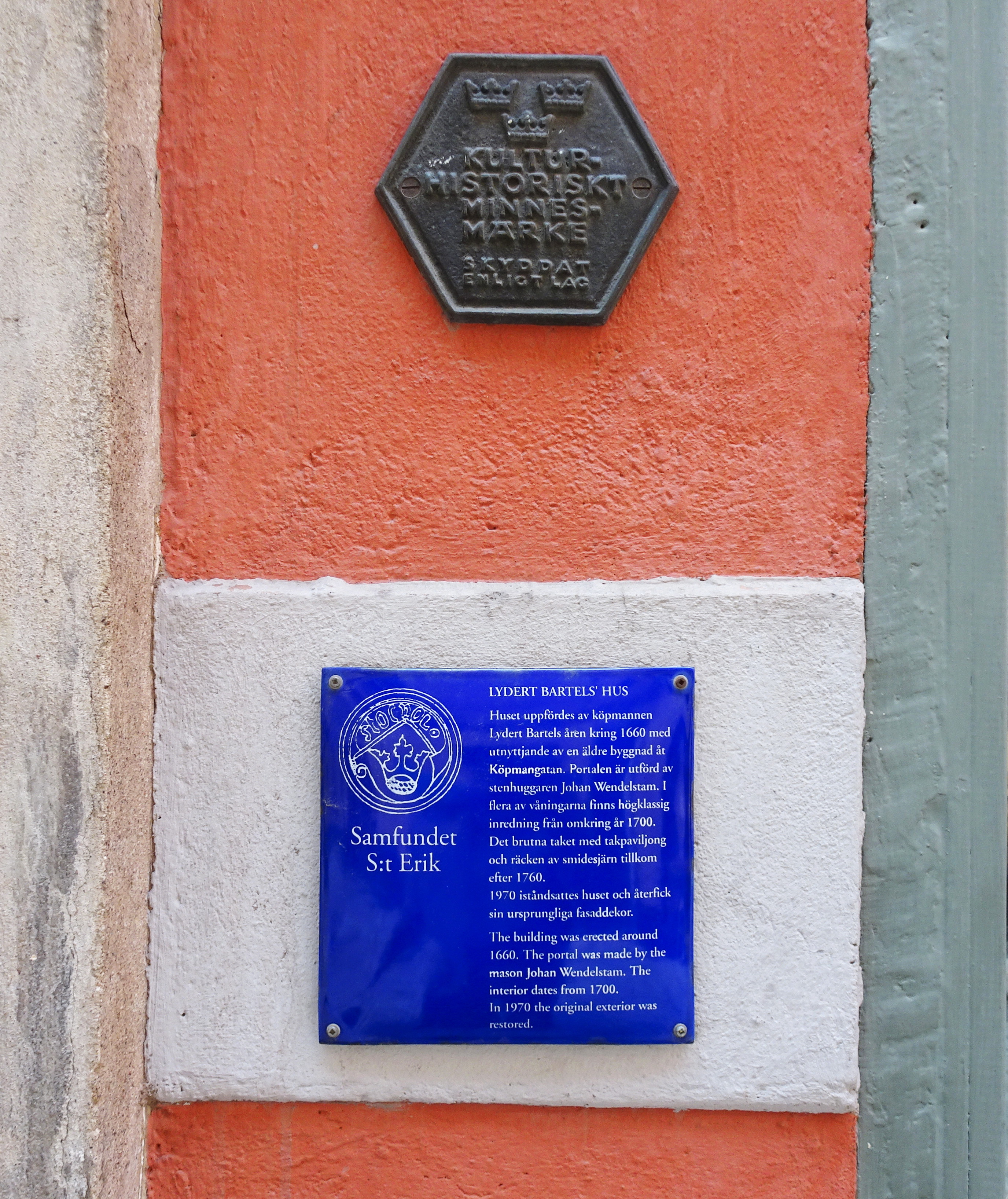
S:t Eriks infoskylt och byggnadsminnesskylten
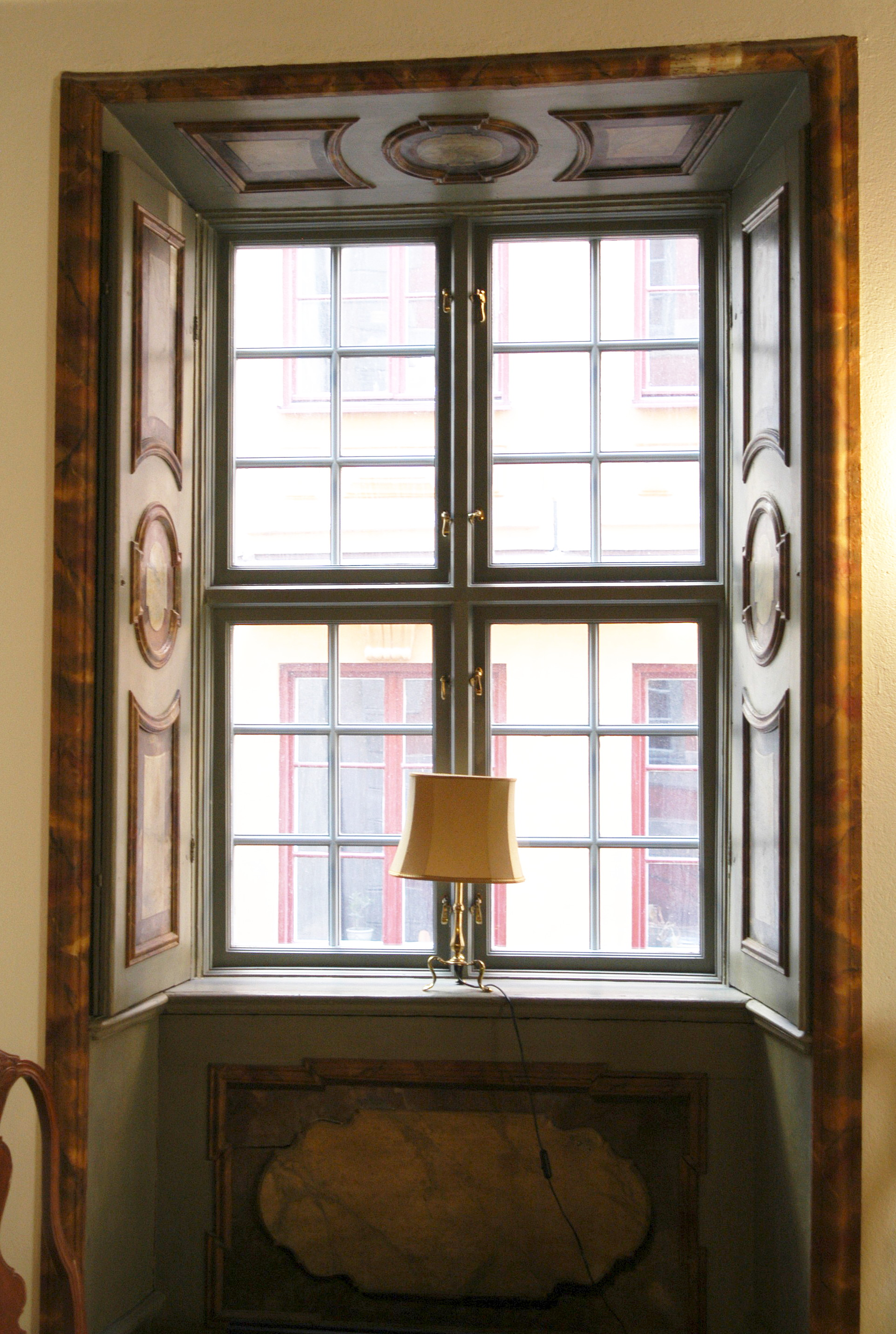
Fönster i paradrummet
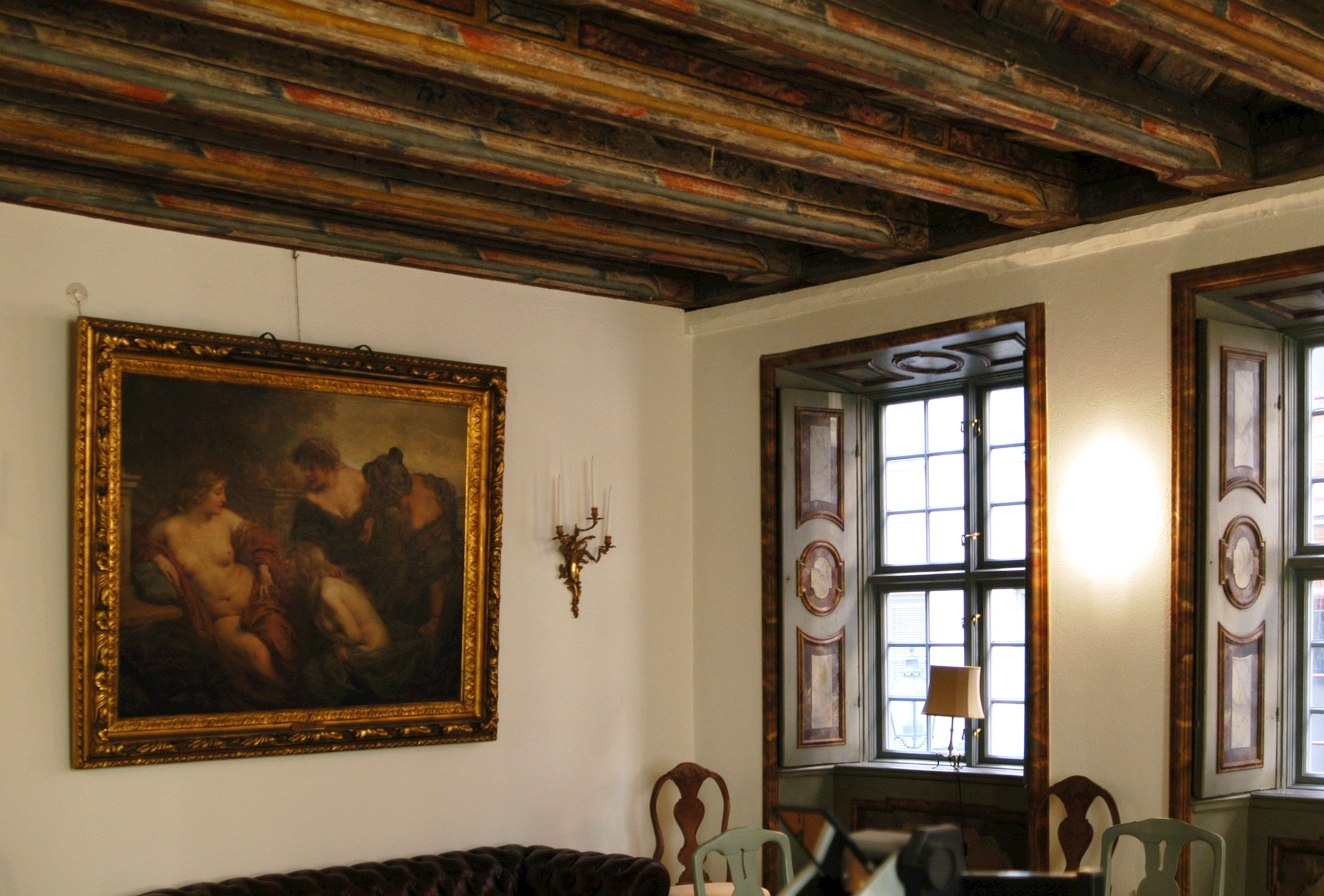
Paradrum på andra våningen

## Törneska huset

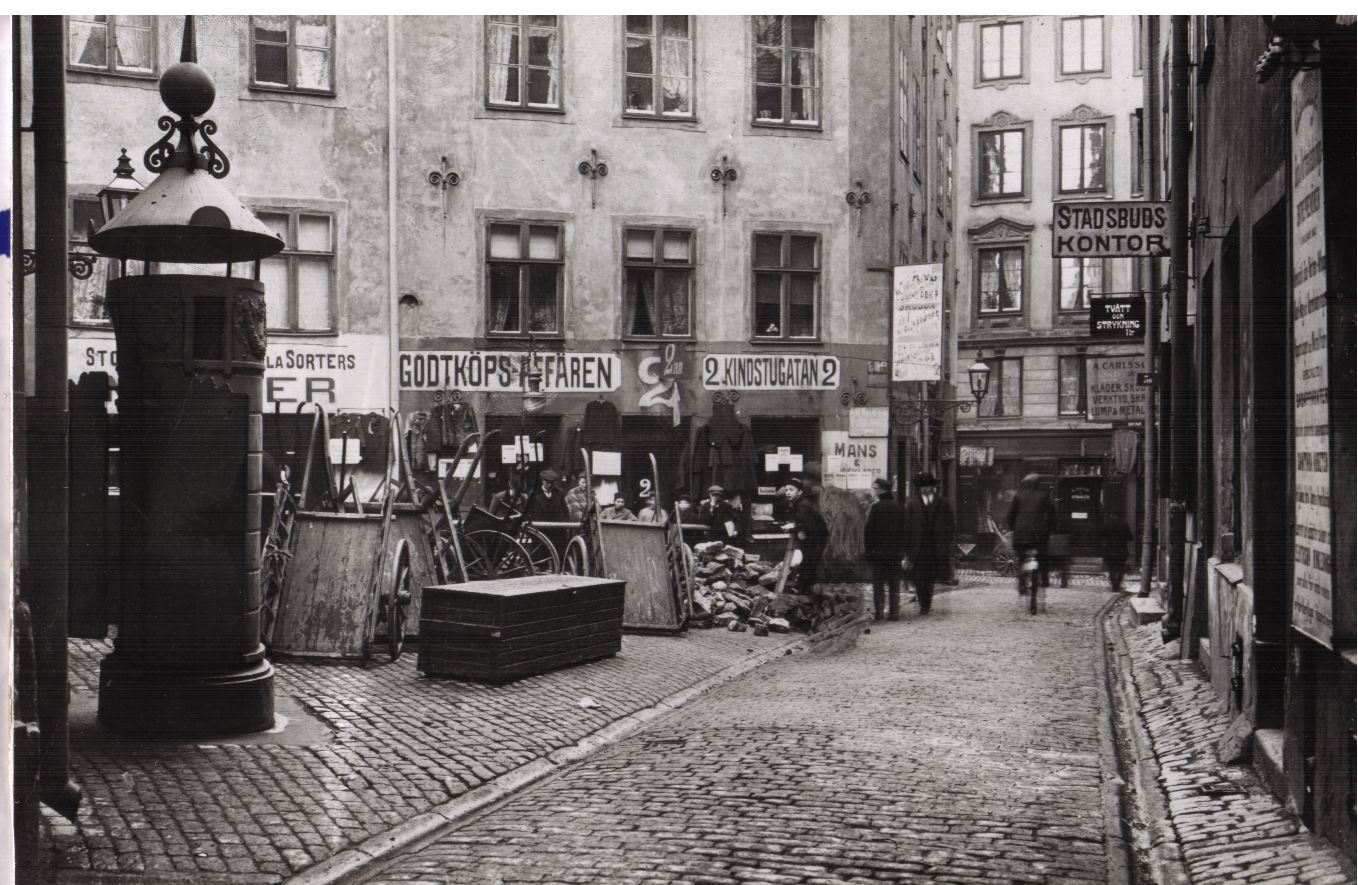
De Törneska och Bartelska husen sedda från Brända Tomten kring sekelskiftet 1900.

Det Bartelska huset har slagits ihop med det Törneska. Den ursprungliga ingången till det Törneska huset var från Kindstugatan 4 men vid ombyggnaden blev ingången gemensam från Själagårdsgatan.
År 1436 byggde timmermannen Ale och hans måg kopparslagaren Niklas en gård med hus åt tunnbindaren Kätilbjörn på tomten. År 1470 köptes huset av Daniel Björnsson. Då fanns det ett stenhus mot Köpmangatan med två bodar och en källare. Inne på gården mot Kindstugatan fanns ett antal trähus.
De undre våningarna av det hus som nu står på platsen mot Kindstugatan 4, byggdes mellan 1585 och 1594 av byggmästaren Gynte Olsson och hans hustru. Huset blev år 1652 Hans Olofsson Törnes när han gifte sig. Hans son Olof Hansson Törne satte till sitt giftermål upp en portal med inskriptionen "Then Gudh wil hielpa kan ingen stielpa. Anno 1674".
Snickaren Hugo Furlo köpte huset på 1730-talet. 1779 köpte hovfuriren Ander Blomberg det och senare, fram till 1799, ägdes huset av snickaråldermannen Christian Linning och det var troligtvis då som de översta våningarna byggdes och huset fick sin nuvarande utformning. 1967 köptes huset tillsammans med det Bartelska huset av Samfundet S:t Erik som lät renovera det efter ritningar av arkitekt Erik Stark. 1991 köptes de av en bostadsrättsförening.